# Paul Eber

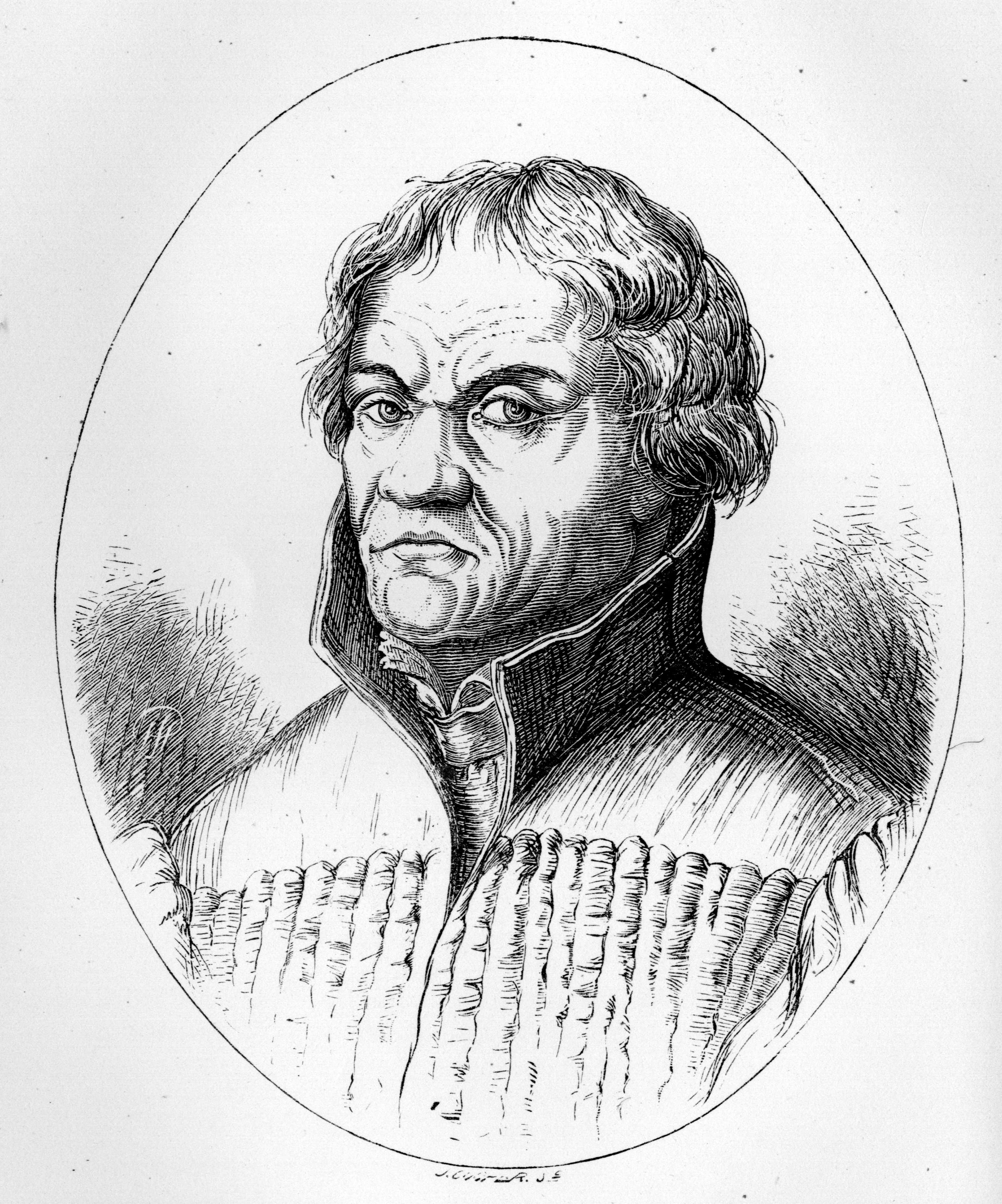
Paul Eber.

Paul Eber, född 8 november 1511, död 10 december 1569. Professor i klassiska språk och naturvetenskap och generalsuperintendent i Wittenberg. 
Eber tillhörde Philipp Melanchthons vänkrets och intog i de aktuella teologiska striderna mellan de ortodoxa luteranerna och de så kallade "kryptokalvinisterna" en förmedlande hållning. Han utgav bland annat en judarnas historia från tiden efter fångenskapen och företog en revison av Gamla testamentet för det stora, från Wittenberg 1565 utgivna tysk-latinska bibelverket Biblia germanico-latina.
Han finns representerad i danska Psalmebog for Kirke og Hjem och i svenska 1695 års psalmbok med tre psalmer samt i Den svenska psalmboken 1986 med originaltexten till ett verk (nr 540).

## Psalmer
- När vi i högsta nöden står (1695 nr 307, 1921 nr 636, 1986 nr 540) översatt till tyska från Camerarius In tenebris nostre till Wenn wir in höchsten Nöten sind diktad omkring 1566.
- Gudz godhet skole wij prisa Helft mir Gottes Güte preisen (1695 nr 138)
- Herr Jesu Christ wahr'r Mensch und Gott
- Herr Gott Dich loben wir
- I Kristi sår jag somnar in In Christi Wunden schlaff ich ein (1695 nr 392)
- Zwei Ding, oh Herr bitt ich Dir
- O Jesus Krist, sann Gud och man (Herr Jesu Christ, wahr Mensch und Gott).[2]